# Saman Salur
Pour les articles homonymes, voir Salur.
Saman Salur (en persan: سامان سالور) (né le 8 février 1976 à Boroudjerd, dans la province du Lorestan dans l'ouest de l'Iran) est un monteur et réalisateur iranien.

## Filmographie partielle
- 2004: Sakenine sarzamine Sokoot
- 2006: Quelques kilos de dattes pour un enterrement
- 2008: Taraneh tanhaïye Tehran
- 2011: Treize 59
- 2012: Nous dirons Amen
- 2013: Framboise
- 2022: Tuer le traître

## Récompenses et distinctions
- Mention spéciale du Jury au Festival international du film de Sofia (2005)
- FIPRESCI Prix au Festival international du film de Kiev Molodist (2005)
- Meilleur réalisateur au Festival international du film d'Édimbourg (2006)
- Montgolfière d'or au Festival des trois continents (2006)